# Timmiarmiit

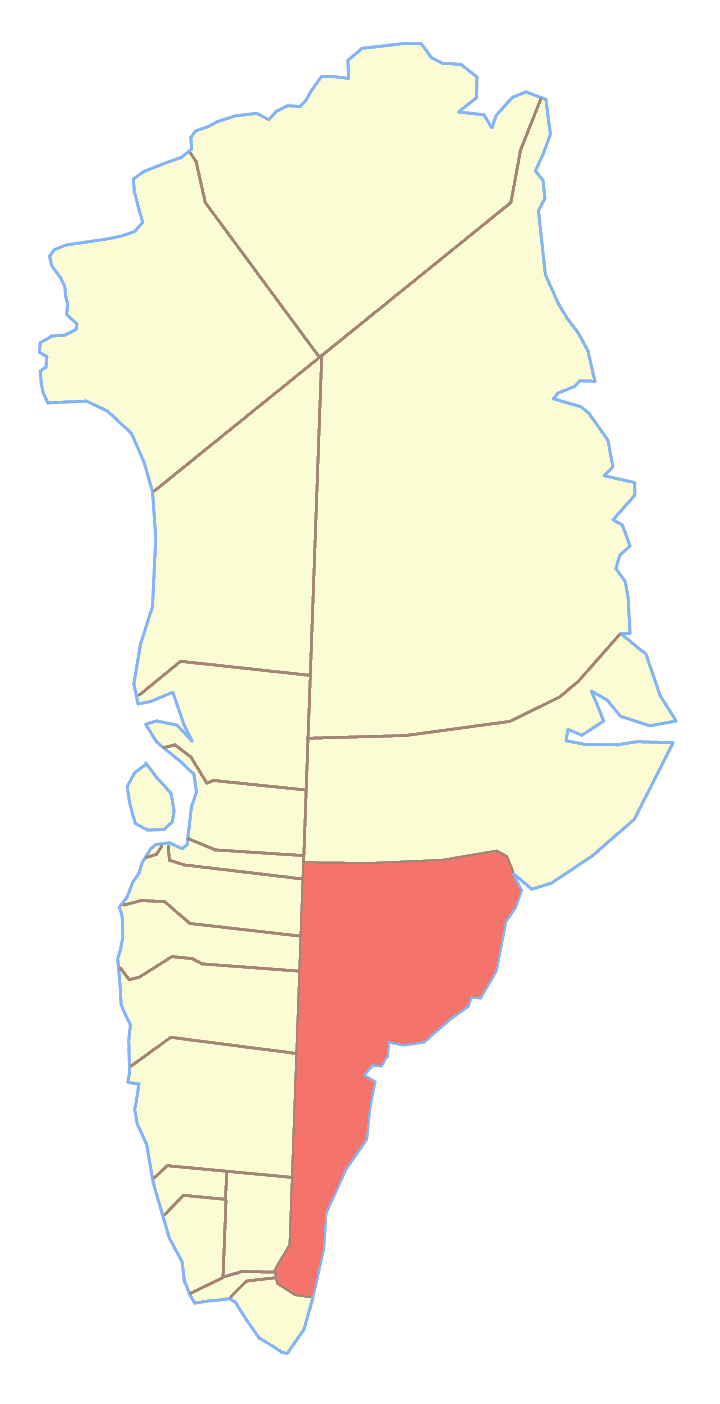
Territorio dell'ex comune di Ammassalik, dove si trova Timmiarmiit

Timmiarmiit (o Tingmiarmît) è un'isola disabitata della Groenlandia di 229 km². Prima della riforma municipale groenlandese apparteneva alla contea della Groenlandia Orientale e al comune di Ammassalik. Oggi fa parte del comune di Sermersooq.